# سام بيلوم
سام بيلوم (بالإنجليزية: Sam Pellom)‏ مواليد 2 أكتوبر 1951 في ويلمينغتون، هو لاعب كرة سلة أمريكي معتزل. بدأ مسيرته الاحترافية في سنة 1979. حمل الرقم 41. لعب كرة السلة الجامعية في جامعة بافالو. اعتزل اللعب في 1985. لعب مع أتلانتا هوكس وميلووكي باكز.

## روابط خارجية
- سام بيلوم على موقع إن بي أي (الإنجليزية)
- سام بيلوم على موقع سبورتس رفرنس (الإنجليزية)
- سام بيلوم على موقع الدوري الإسباني لكرة السلة (الإسبانية)
- سام بيلوم على موقع كلية كرة السلة في سبورتس رفرنس.كوم (الإنجليزية)
- سام بيلوم على موقع ريلجم (الإنجليزية)